# Microweisea
Microweisea (лат.) — род божьих коровок из подсемейства Microweiseinae.

## Распространение
Виды этого рода распространены от Канады до Южной Америки.

## Описание
Мелкие жуки (длина около 1 мм), по форме удлиненные, овальные; спина голая. Голова слегка удлинена перед усиковой вставкой; глаза разделены в 4-кратной шириной глаз. Апикальный сегмент максиллярного щупальца удлиненный, тонкий, приплюснутый. Антенна с 7-сегментным скапусом, 3-сегментным булавой. Простернум с небольшой передней лопастью. Лапки 3-члениковые. Гениталии самца асимметричны, парамер редуцирован. Хищники червецов и щитовок.

## Систематика
В составе рода:
- Microweisea capsularis González, 2012[3]
- Microweisea coccidivora (Ashmead, 1880)
- Microweisea colombiana González, 2012[3]
- Microweisea ferox (Gordon, 1985)[1]
  - =Gnathoweisea ferox
- Microweisea hageni  (Gordon, 1985)
  - =Gnathoweisea hageni
- Microweisea micula (Gordon, 1985)
  - =Gnathoweisea micula
- Microweisea minuta (Casey, 1899)
- Microweisea misella (LeConte, 1878)
- Microweisea ovalis (LeConte, 1878)typus
  - =Smilia felschei Weise, 1892 (= Pentilia ovalis LeConte, 1878)
- Microweisea planiceps (Casey, 1899)
  - =Smilia planiceps
- Microweisea suturalis (Schwarz, 1904)
- Microweisea texana (Gordon, 1985)
  - = Gnathoweisea texana